# 性空
性空（しょうくう、延喜10年（910年） - 寛弘4年3月10日（1007年3月31日））は、平安時代中期の天台宗の僧。父は従四位下橘善根。俗名は橘善行。京都の生まれ。書写上人とも呼ばれる。
36歳の時、慈恵大師（元三大師）良源に師事して出家。霧島山や肥前国脊振山で修行し、966年（康保3年）播磨国書写山に入山し、国司藤原季孝の帰依を受けて圓教寺（西国三十三所霊場の一つ）を創建、花山法皇・源信（恵心僧都）・慶滋保胤の参詣を受けた。980年（天元3年）には蔵賀とともに比叡山根本中堂の落慶法要に参列している。早くから山岳仏教を背景とする聖（ひじり）の系統に属する法華経持経者として知られ、存命中から多くの霊験があったことが伝えられている。1007年（寛弘4年）、播磨国弥勒寺で98歳（80歳）で亡くなった。
圓教寺には肖像彫刻・性空像（重要文化財）があり、東京大学史料編纂所は性空像の模本（画像）を所蔵している。